# Earthshaker (disc)
Earthshaker és el tercer disc d'estudi de Y&T. Fou publicat el 1981.

## Llista de cançons
1. «Hungry for Rock»– 3:47
2. «Dirty Girl»– 5:06
3. «Shake it Loose»– 2:55
4. «Squeeze»– 4:04
5. «Rescue Me»– 4:44
6. «Young and Tough»– 3:47
7. «Hurricane»– 3:23
8. «Let Me Go»– 3:12
9. «Knock You Out»– 2:59
10. «I Believe in You»– 7:13